# Азеевское сельское поселение (Рязанская область)
Азеевское се́льское поселе́ние — муниципальное образование в Ермишинском районе Рязанской области Российской Федерации.
Административный центр — село Азеево. Образовано объединением Азеевского и Большеляховского сельских округов.

## Административное устройство
Административное устройство сельского поселения определяются законом Рязанской области от 7 октября 2004 № 78-ОЗ.
Границы сельского поселения определяются законом Рязанской области от 9 октября 2008 № 122-ОЗ.

## Население
| 2004 | 2010  | 2011  | 2012  | 2013  | 2014  | 2015 | 2016 | 2017 |
| ---- | ----- | ----- | ----- | ----- | ----- | ---- | ---- | ---- |
| 1501 | ↘1115 | ↘1110 | ↘1064 | ↘1042 | ↘1002 | ↘979 | ↘955 | ↘942 |
| 2018 | 2019  | 2020  | 2021  | 2023  |       |      |      |      |
| ↘900 | ↘865  | ↘842  | ↗936  | ↘917  |       |      |      |      |

Жители преимущественно русские, в Азеево — русские и татары (2002).

## Состав сельского поселения
| №  | Населённый пункт | Тип населённого пункта       | Население | Примечание      |
| -- | ---------------- | ---------------------------- | --------- | --------------- |
| 1  | Азеево           | село, административный центр | ↘624      | русские, татары |
| 2  | Большое Ляхово   | село                         | ↘123      | русские         |
| 3  | Вороновка        | деревня                      | →0        |                 |
| 4  | Данилово         | деревня                      | →0        |                 |
| 5  | Илемники         | деревня                      | ↘2        | русские         |
| 6  | Костино          | деревня                      | →0        |                 |
| 7  | Мухины Поляны    | деревня                      | ↘3        | русские         |
| 8  | Протуры          | деревня                      | →0        | русские         |
| 9  | Рюмино           | деревня                      | ↘26       | русские         |
| 10 | Торопово         | село                         | ↘158      | русские         |